# Анисимов, Николай Иванович
Николай Иванович Анисимов (21.05.1921 — 08.08.1987) — советский военнослужащий, участник Великой Отечественной войны, полный кавалер ордена Славы, начальник радиостанции 353-го отдельного батальона связи старшина — на момент представления к награждению орденом Славы 1-й степени.

## Биография
Родился 21 мая 1921 года в ныне несуществующей деревне Медяны находившейся на территории нынешнего Новосельского сельсовета Вачского района Нижегородской области. Окончил 7 классов. Работал председателем Беляйковского сельсовета.
В 1940 году был призван в Красную армию. Службу проходил в пограничных частях, на границе с Финляндией. В боях Великой Отечественной войны с 30 июня 1941 года. В августе 1941 года на базе пограничных отрядов была сформирована 1-я стрелковая дивизия войск НКВД. В составе этой дивизии бывший пограничник Анисимов прошёл всю войну, сначала разведчиком, затем связистом.
Летом 1942 года сержант Анисимов окончил курсы радистов при штабе армии и был направлен в 100-ю отдельную роту связи 46-й стрелковой дивизии. С первых боёв всегда бесперебойно обеспечивал связь. Обладая хорошим музыкальным слухом он на высоких скоростях обеспечивал приём и передачу кодированных радиограмм. Держал связь командира дивизии и с вышестоящими штабами и с полковыми радистами. Пока дивизия стояла в обороне, на рубежах на подступах к Ленинграду, связист Анисимов совершенствовал свои навыки и сдал сразу с 3-го на 1-й класс. Вскоре был назначен начальником радиостанции.
В июле 1943 года был заброшен в тыл противника для установления связи с партизанскими отрядами Ленинградской и Псковской областей. Больше месяца кочевал с партизанами, обеспечивая как всегда бесперебойную связь, подготовил связиста из числа партизан. По возвращении в часть был награждён медалью «За боевые заслуги».
До января 1944 года дивизия одновременно держала оборону как по правому берегу Невы, так и по левому в районе Невской Дубровки — на легендарном Невском пятачке. 20 февраля 1944 года как ярко отличившаяся в ходе Новгородско-Лужской наступательной операции была удостоена воинского почётного наименования «Лужская». За отличия в этих боях старшина Анисимов был награждён орденом Красной Звезды.
Летом 1944 года дивизия была переброшена на Карельский фронт. В июле 1944 года в боях восточнее города Выборг, при прорыве обороны противника, старшина Анисимов течение длительного времени в сложной боевой обстановке обеспечивал устойчивую связь командира дивизии с войсками. При устранении повреждения антенны был ранен, три осколка гранат впились в тело. После перевязки в санроте вернулся к своим обязанностям.
Приказом от 14 июля 1944 года старшина Анисимов Николай Иванович награждён орденом Славы 3-й степени.
После окончания боёв на Карельском перешейке в составе дивизии участвовал в боях за освобождение Эстонии, добивал врага в Восточной Пруссии уже в составе 2-го Белорусского фронта. Осенью 1944 года 100-я отдельная рота связи была развёрнута в 353-й отдельный батальон связи.
14-15 января 1945 года в бою северо-западнее города Пултуск в ходе преследования противника начальник радиостанции старшина Анисимов обеспечил командира дивизии надёжной радиосвязью с частями, в том числе с поддерживающими подразделениями.
Приказом от 3 февраля 1945 года старшина Анисимов Николай Иванович награждён орденом Славы 2-й степени.
4 мая 1945 года в ходе боя за остров Рюген старшина Анисимов в числе первых на подручных средствах переправился через пролив в районе города Штральзунд. Уже во время переправы, с плота, под огнём противника передавал наблюдаемую обстановку, координаты огневых точек артиллеристам. Своими действиями способствовал успеху дивизии.
Указом Президиума Верховного Совета СССР от 29 июня 1945 года за мужество, отвагу и бесстрашие, проявленные в боях с вражескими захватчиками старшина Анисимов Николай Иванович награждён орденом Славы 1-й степени. Стал полным кавалером ордена Славы.
В 1946 году младший лейтенант Анисимов был уволен в запас. Вернулся на родину.
Жил в селе Новосёлки Вачского района Горьковской области. Работал председателем сельсовета, затем в совхозе. Скончался 8 августа 1987 года. Похоронен на кладбище села Беляйково.
Награждён орденами Отечественной войны 1-й степени, Красной Звезды, Славы 3-х степеней, медалями.